# Arnold Overbeck

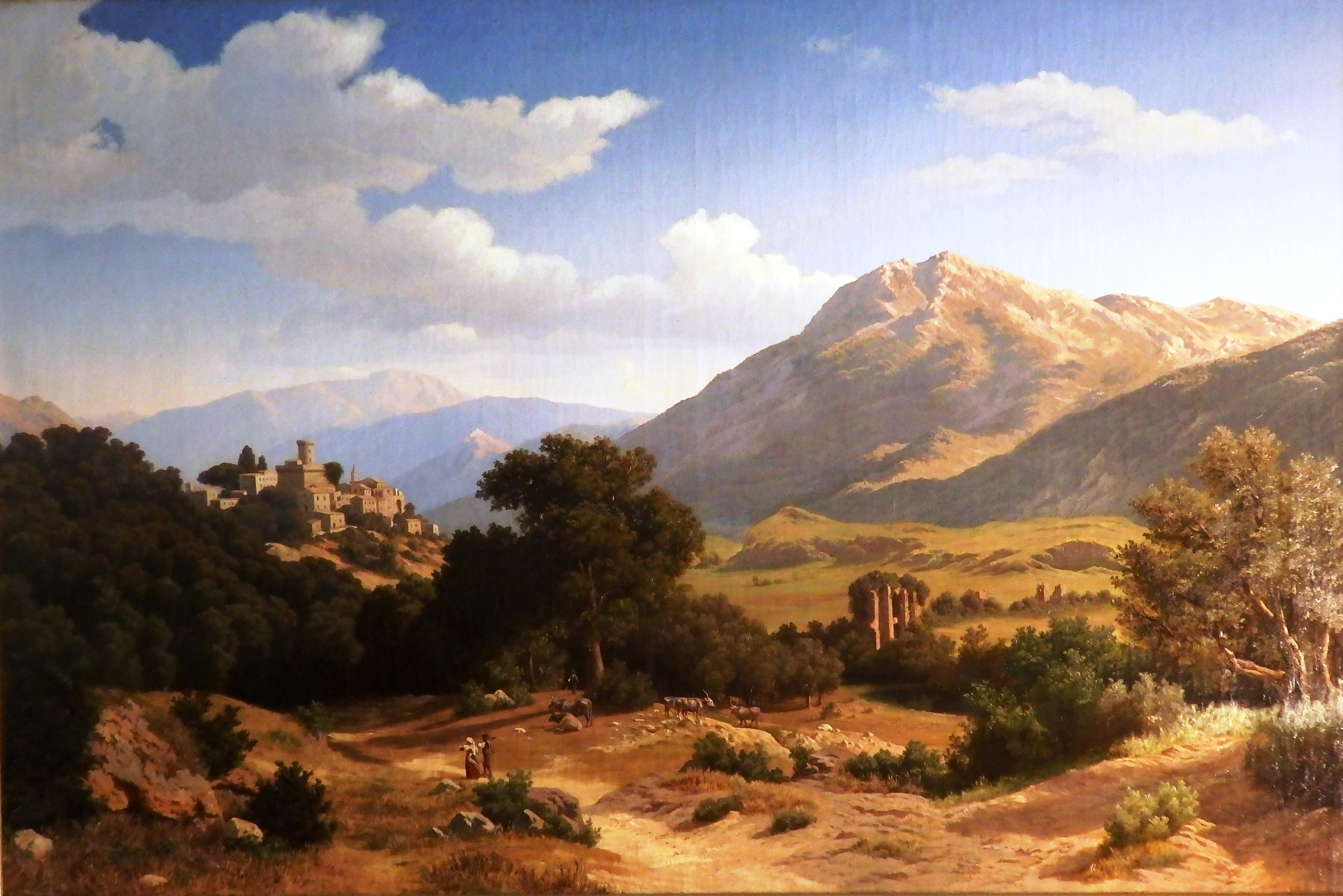
Arnold Overbeck: Landschaft in den Sabiner Bergen (1859), Behnhaus, Lübeck

Arnold Ludwig August Overbeck (* 12. April 1831 in Lübeck; † 8. Oktober 1899 in Düsseldorf) war ein deutscher Landschaftsmaler und Porträtfotograf.

## Leben
Overbeck entstammte der Lübecker Familie Overbeck. Er war der dritte Sohn von Johannes (Hans) Overbeck (1788–1832), einem älteren Bruder des bekannten Malers Friedrich Overbeck, und ein Enkel des Lübecker Bürgermeisters Christian Adolph Overbeck. Johannes Overbeck war sein Bruder; seine Schwester Charlotte (1829–1882) heiratete den Ingenieur Franz Reuleaux.
Ab 1851 besuchte Arnold Overbeck die Kunstakademie Düsseldorf, von 1853 bis 1854 als Schüler des Landschaftsmalers Johann Wilhelm Schirmer. Von 1855 bis 1857 unternahm Overbeck eine Italienreise, wo er in den Annalen des Antico Caffè Greco in Rom und als Teilnehmer an „Cervarofesten“ des Deutschen Künstlervereins nachgewiesen ist. Aus dieser Zeit stammt das Gemälde Landschaft aus dem Sabinergebirge. Es befindet  sich in der Sammlung des Museum Behnhaus Drägerhaus in Lübeck. Ende der 1850er Jahre ließ er sich in Düsseldorf als Landschaftsmaler nieder, wohnte 1859, zeitgleich mit dem Maler Carl von Häberlin, in der Jägerhofstraße 13 und gehörte dem Künstlerverein Malkasten an.

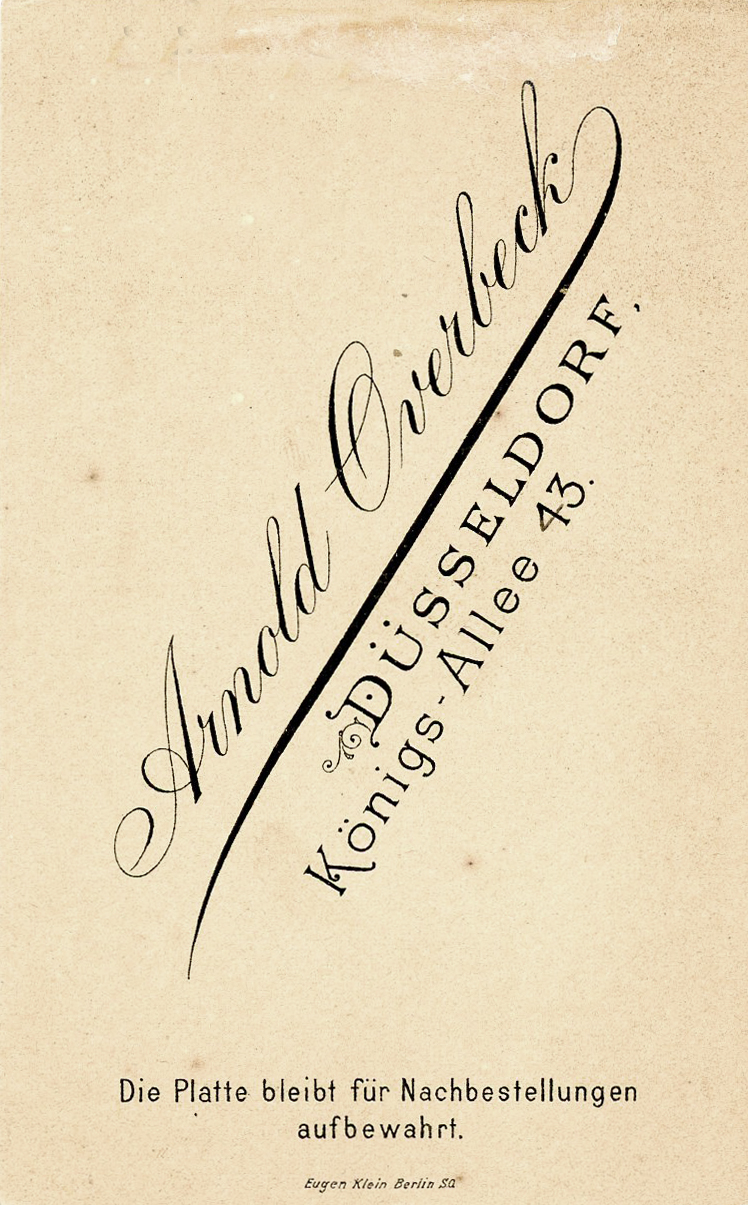
Revers einer Carte de Visite, Lithograf: Eugen Klein, Berlin

Seit dem 1. April 1863 war er gemeinsam mit seinem Bruder Gustav Overbeck (* 1827; † nach 1880), der bereits 1858 ein Fotoatelier eröffnet hatte, Inhaber der Photographischen Anstalt Gebr. G. & A. Overbeck in Düsseldorf, zunächst in der Schadowstraße 12, dann in der Königsallee 43, später Königsallee 88 (Kunstlichtatelier „Köst“). 1871 errichtete Arnold Overbeck sein eigenes Atelier. In der Folge teilten sich die Anschriften der Gebrüder Overbeck. Im Mai 1875 heiratete Arnold Overbeck Kathinka, geborene Schulz, in Düsseldorf. In der Nachfolge von Matthias Radermacher, der sich kurz vor 1865 aus der Fotografie zurückgezogen hatte, um sich gänzlich wieder der Malerei zu widmen, übernahmen die Brüder insbesondere die Aufgabe, Porträtfotos Düsseldorfer Künstler zu schaffen. Während Gustav Overbeck (zusammen mit Wilhelm Otto) auch als Landschafts- und Architekturfotograf in Erscheinung trat und dabei von der Kunstkritik dem Fotografen Anselm Schmitz als ebenbürtig eingeschätzt wurde, profilierte sich Arnold Overbeck durch Fotografie und eine Frühform der Farbfotografie („Chromophotographie“) vor allem als Porträtfotograf, so etwa mit einer Aufnahme des Malers Wilhelm Camphausen auf der Gewerbe-Ausstellung für Rheinland, Westfalen und benachbarte Bezirke (1880).
Im November 1876 erhielt der Fotograf Wilhelm Otto für die Firma „G. Overbeck“ die Prokura mit Sitz Schadowstraße 42. 1885 wurde das Atelier „G. Overbeck“ in der Schadowstraße 42 von Otto übernommen. Nach dem Ableben von Arnold Overbeck übernahmen dessen Kinder das Haus in der Königsallee 43 und der Sohn Hermann Overbeck das dortige Foto-Atelier „Arnold Overbeck“.
Es haben sich zahlreiche Fotografien in den damals gängigen Formaten Kabinettformat und Carte de visite erhalten, die auch Eingang in Museen fanden.

## Werke
- Shakspeare-Album: sämmtliche Costümfiguren aus dem Shakspearefest... 1864, von der Künstler-Gesellschaft „Malkasten“ in Düsseldorf, photographiert und herausg. von Gebr. G. & A. Overbeck. Düsseldorf 1864 (books.google.com).